# Тоцька сільська рада
То́цька сільська рада (рос. Тоцкий сельский совет) — сільське поселення у складі Тоцького району Оренбурзької області Росії.
Адміністративний центр — село Тоцьке.

## Населення
Населення — 6670 осіб (2019; 7248 в 2010, 7516 у 2002).

## Склад
До складу сільської ради входять:
| Населений пункт   | Населення, осіб (2002) | Населення, осіб (2010) |
| ----------------- | ---------------------- | ---------------------- |
| Перше Мая, селище | 194                    | 204                    |
| Сорочка, хутір    | 121                    | 146                    |
| Тоцьке, село      | 7201                   | 6898                   |